# 李自成墓 (通城县)
李自成墓或称隽水锡山李自成墓，位于湖北省咸宁市通城县隽水镇白沙社区，是全国四座李自成墓之一。
明末民變领袖、大顺皇帝李自成最终结局，中国学界无定论。其结局至少14种说法，分为两类：一是，李自成兵败后被杀身亡；二是，李自成兵败之后落发为僧，隐居山野。李自成兵败后被杀身亡说中，指他于顺治二年（1645年）五月被杀于通山县九宫山，或顺治二年九月被杀于通城县九宫山。
1955年，通城县人民政府根据政务院和湖北省政府指示，在离县城二华里的九宫山北原李自成墓址上重修李自成墓。由郭沫若为李自成墓题字——“李自成之墓”。建成后，有邻近的通山县人士向《历史教学》编辑部提出质疑。《历史教学》请专家作问题解答时，认为李自成殉难于通山县九宫山。1964年，《历史教学》发表了专文论证李自成死于通山九宫山。郭沫若根据《历史教学》编辑部、湖北师专历史系、武汉大学历史系及金毓黻的考评，认同李自成死在通山县，而非通城县。“这一考证，确有实据，是可以信赖的。”而他为通城县李自成墓所作的题词及在《甲申三百年祭》中说李自成‘牺牲于湖北通城九宫山’都是根据旧有传说，应予以改正。郭沫若同样为通山县李自成墓题字——“李自成之墓”。此后，中国学界对李自成死亡地点仍无定论。
2022年，通城县人民政府公布《关于通城县历史建筑认定的公示》，列入隽水锡山李自成墓。